# آش عباسعلی
آش عباسعلی یکی از معروف‌ترین آش‌های کرمانشاه است که بیشتر برای افطار ماه رمضان، ایام عاشورا و به عنوان نذری پخته و سرو می‌شود. قدمت این آش به ۲۰۰ سال پیش برمی‌گردد. مواد اولیه برای پخت آش عباسعلی شامل گوشت، گندم، برنج و حبوبات می‌باشد.
مردم کرمانشاه گاهی در زبان محلی این آش را واسلی می‌خوانند.

## تاریخچه
مشهور است که حدود ۲۰۰ سال قبل یک آشپز ماهر و متدین به نام عباسعلی نذر می‌کند که در ماه رمضان هر شب در مسجد آشی خوشمزه و ویژه تهیه کند تا مردم روزه‌های خود را با خوردن آن آش باز کنند و اینچنین این آش مخصوص کرمانشاه به نام آش عباسعلی شهرت پیدا می‌کند.

## دستور پخت
گوشت و پیاز را به همراه مقدار مناسب از آب قلمه (حدود ۱۰ پیمانه) خوب بپزید. حبوبات را هم جدا پخته و بعد از پخت گوشت و حبوبات. گوشت را کاملاً بکوبید تا له شود در موقع کوبیدن گوشت مقداری از حبوبات را نیز با آن بکوبید. سپس همه را با هم مخلوط کرده. به همراه نمک. فلفل و زردچوبه روی حرارت متوسط بگذارید و طی این مدت مدام آش را به هم بزنید. مواظب باشید چون با آب قلمه پخته شده خیلی سریع ممکن است ته بگیرد. به همین خاطر دستتان را از هم زدن بر ندارید. وقتی دیدید آش کاملاً جا افتاده و غلیظ شده. نصف روغن محلی را داخل آش ریخته کمی مخلوط کنید و زیر شعله را خاموش کنید. آش را به همان گرمی داخل ظرفهای مورد نظرتان بریزید؛ و با پیاز داغ و روغن باقیمانده و دارچین تزیین کنید.
نکته‌ای که وجود دارد این است که حبوبات نباید داخل آش پیدا باشد، هرچه حبوبات را بیشتر بکوبید آش شما خوشمزه‌تر خواهد بود. ضمناً این آش هرچه تندتر باشد، خوشمزه‌تر است.